# Nisim ben Ja'akov
Rabi Nisim ben Ja'akov (hebrejsky ניסים בן יעקב, někdy nazýván také Nisim Ga'on nebo Rabenu Nisim, 990?–1057) byl hlavou ješivy v Kairouanu. Sepsal několik děl k Babylonskému talmudu.

## Život
Nisim ben Ja'akov se narodil rabínu Ja'akovu ben Nisim okolo roku 990 v tuniském Kairouanu. Tam také absolvoval studium na místní ješivě a nakonec se stal jejím představeným. V této funkci setrval až do roku 1057, kdy byl Kairouan zničen nájezdníky vyslanými Fátimovci. Nisim se po zničení města přestěhoval do Mahdije, ještě stejného roku ovšem zemřel.
Nisim ben Ja'akov patřil mezi významné vzdělance své doby. Dopisoval si s Haj Ga'onem (ga'on akademie v Pumbeditě) nebo Šmu'elem ha-Nagidem (nagid ve Španělsku) a mimo jiné tak zprostředkovával kontakt mezi židovstvem v Babylonii a ve Španělsku. Vyznačoval se nejen zběhlostí v rabínské literatuře, ale také ve filosofii a islámské náboženské literatuře. Mezi jeho studenty patřil mimo jiné Jicchak Alfasi.

## Filosofie
Podobně jako jiní židovští filosofové se i Nisim ben Ja'akov vyjádřil k zásadním filosofickým otázkám té doby. Podle něj Boží atributy (moudrost, život a síla) jsou jedno s jeho esencí. Podobně jako Sa'adja Ga'on tvrdí, že zjevení má odstranit pochyby rozumu, na rozdíl od Sa'adji však v poznávací schopnost rozumu důvěřuje méně: rozumové závěry jsou neustále nejisté, pouze smyslové důkazy (zjevení) odstraňuje jakoukoli pochybnost. Nisim se také snažit dát odpověď na otázku, proč trpí nevinné děti, kterou Sa'adja opomenul: podle Nisima se tak děje proto, aby pak mohly být v posmrtném životě ještě více odměněny.

## Dílo
- Klíč k zámku talmudu (מפתח מנעולי התלמוד, Mafteach man'ulej ha-talmud, online) – příručka, identifikující zkrácené citace obsažené v Mišně
- Sidur tfila (סדור תפילה) – sidur
- Megilat starim (מגילת סתרים) – sbírka halachických rozhodnutí
- Hilchot Lulav (הלכות לולב) – polemika s karaity
- Kniha příběhů (ספר מעשיות והוא חבור יפה מהישועה, Sefer ma'asijot ve-hu chibur jafe me-ha-ješua, online) – agadické příběhy, vycházející z Talmudu i arabských zdrojů, původně sepsáno v arabštině; v češtině vydáno pod názvem Kniha úlevy po veškerých trápeních, Praha: Academia, 2022. ISBN 978-80-200-3418-2.
- Kniha přikázání (ספר המצוות, Sefer micvot, nedochováno)
- Komentář k Tóře (nedochováno)